# Листхёуг, Сильви
Сильви Листхёуг (норв. Sylvi Listhaug; род. 25 декабря 1977, Эрскуг, Мёре-ог-Ромсдал) — норвежский политический и государственный деятель, лидер Партии прогресса с 2021 года. В прошлом — министр нефти и энергетики Норвегии (2019—2020), министр по делам старшего поколения и здравоохранения Норвегии (2019), министр юстиции, общественной безопасности и иммиграции (2018), министр иммиграции и интеграции (2015—2018), министр сельского хозяйства и продовольствия (2013—2015). Депутат стортинга от Мёре-ог-Ромсдал.

## Семья и ранние годы
Сильви Листхёуг родилась и росла на наследной ферме в коммуне Эрскуг (фюльке Мёре-ог-Ромсдал), на которую её семья имеет аллодиальные права (норв. Odelsrett). Её отец работал на транспорте, а мать занималась фермой. У Сильви Листхёуг есть два брата-близнеца.
В 1995 работала в местном доме для престарелых, с 1996 по 2000 изучала историю, социологию и специальное образование в университете Волда, продолжая работу в доме для престарелых. В 2000 году окончила университет с дипломом учителя, работала в школе в Щьёхолте.

## Политическая карьера

### Начальный этап
Сильви Листхёуг занялась политической деятельностью на уровне родной коммуны Эрскуг. Она вступила в молодёжное крыло Партии прогресса в 1998, занимала несколько должностей в партии, с 2005 входит в её центральный комитет. С 2001 по 2004 работала помощником и политическим советником партийной фракции в стортинге. В 2005 работала практиканткой при Палате представителей США. После возвращения из-за границы была помощником депутата от Мёре-ог-Ромсдал, позднее от Осло.

### В городской администрации Осло
В 2006 назначена уполномоченной по делам благосостояния и социальных услуг в городской администрации Осло. Инициировала значительное число реформ, включая свободный выбор медицинского учреждения для ухода на дому (медицинского патронажа).
В 2009 её имя было связано со скандалом по поводу строительства лечебницы в испанском муниципалитете Альтеа. Строительство лечебницы, предназначенной для проживающих в испанском муниципалитете норвежцев, было заранее профинансировано в размере 23,5 миллионов крон администрацией Осло, при том что разрешение на строительство от испанских властей ещё не было получено.
Среди прочих предложений Сильви Листхёуг были более строгие правила безопасности в отношении пациентов с психическими заболеваниями. Кроме того, в районах Осло было предложено вывешивать предостережения с фотографиями местных людей, отбывших наказание за сексуальное насилие. Перед гей-парадом 2009 года в Осло выразила опасение, что «наполовину или полностью голые люди, танцующие на улицах Осло, приведут к меньшей терпимости остальных к гомосексуалам, то есть к противоположным заявленной цели результатам». Она однако подчеркнула, что гомосексуалы должны иметь право праздновать «когда и где они захотят».

### Министр сельского хозяйства и продовольствия
16 октября 2013 была назначена министром сельского хозяйства и продовольствия в новом кабинете министров. Работа это кабинета ознаменовала крупные изменения в норвежской сельскохозяйственной политике, облегчившие покупку и продажу ферм и стимулирующие меньшее число более крупных фермерских хозяйств.
В 2010 Листхёуг назвала сельскохозяйственную политику Норвегии «коммунистической системой». Заявление привлекло внимание в СМИ. Будучи спрошенной об этом на теледебатах, она пояснила, что это было её частное мнение, высказанное в ходе дискуссии по новой сельскохозяйственной программе правительства. Слова Листхёуг и новый курс правительства вызвали протесты у части фермеров.
С 2012 работала старшим консультантом в компании First House.

### Министр по делам миграции и интеграции
16 декабря 2015 назначена министром по делам миграции и интеграции. Эта новая структура была создана в разгар Европейского миграционного кризиса и столкнулась с рекордным числом обратившихся за политическим убежищем в Норвегии. Эти события привели к ужесточению требований к ищущим убежища. За месяц до своего назначения Листхёуг критиковала прежнюю систему, называя её «тиранией доброты». По её мнению, было бы более по-христиански и более разумно помочь большему числу людей за рубежом через международные центры помощи, а не много меньшему и более дорогостоящему через политические убежища в самой Норвегии. Позднее она признала, что планируемые изменения в правилах предоставления убежища должны в конечном итоге сделать «одними из самых строгих в Европе».
За первые 4 месяца 2016 года количество обращений за политическим убежищем упало до самого низкого с 1993 года уровня, до 250 заявок в месяц. Такое сокращение заявок сэкономило в бюджете как минимум 800 миллионов крон на стоимости первичного рассмотрения и повторного ежегодного рассмотрения заявок.
Опросы общественного мнения показывают, что Сильви Листхёуг стабильно имеет наивысший рейтинг среди министров от её и нескольких других партий. В сентябре 2016 опрос показал, что 59 % населения Норвегии одобряют её деятельность на посту министра по делам миграции и интеграции, менее четверти опрошенных не одобряют.
В октябре 2016 Листхёуг сказала: «Я считаю, что переезжающие в Норвегию должны адаптироваться к нашему обществу. Здесь мы едим свинину, пьём алкоголь и не скрываем лиц. Переселяясь к нам, вы должны разделять наши ценности, подчиняться нашим законам и правилам».

### Министр юстиции Норвегии
17 января 2018 года назначена министром юстиции, общественной безопасности и иммиграции Норвегии. 20 марта ушла в отставку из-за грозившего ей вотума недоверия в связи с провокационным выпадом в адрес оппозиционной Рабочей партии. По словам Листхёуг, она продолжит отстаивать жёсткую иммиграционную политику.

### Министр по делам старшего поколения и здравоохранения Норвегии
3 мая 2019 года вернулась в правительство, сменила Осе Михаэльсен на посту министра по делам старшего поколения и здравоохранения Норвегии. 18 декабря 2019 года при перестановке в правительстве её сменил Терье Совкинес.

### Министр нефти и энергетики Норвегии
18 декабря 2019 года при перестановке в правительстве сменила Хелль-Бёрге Фрайберга на посту министра нефти и энергетики Норвегии. Покинула правительство 24 января 2020 года после выхода Партии прогресса из правительства. Её сменила Тина Бру.

### Лидер партии
С сентября 2018 года — первый заместитель председателя партии. 18 февраля 2021 года Сив Йенсен объявила, что уйдет с поста лидера партии после того, как в мае на съезде партии будет избран новый. Она сослалась на то, что ей нужно больше сосредоточиться на личной жизни и семье, и указала на Сильви Листхёуг как на своего предпочтительного преемника. Листхёуг впоследствии была назначена её преемницей в конце марта и была официально избрана на партийном съезде 8 мая.

### Депутат стортинга
По результатам парламентских выборов 2017 года избрана депутатом стортинга от округа Мёре-ог-Ромсдал. Во время работы в правительстве в 2017—2018 и 2019—2020 годах её замещал в стортинге Ян Стейнар Энгели Йохансен. Переизбрана на выборах 2021 года. Является членом Комитета по иностранным делам и обороне.

## Политические взгляды
Выступает за «нулевую терпимость» к преступлениям, большее присутствие полиции в общественных местах, более строгие требования к интеграции переезжающих в Норвегию.
Оставаясь христианкой, думала о выходе из Церкви Норвегии, которую описывает как «насквозь социалистическую» из-за вмешательства прежнего правительства в назначение епископов и из-за слишком частых высказываний церковных деятелей по политическим вопросам. Выступает за строгое отделение церкви от государства, приводит в пример США, где такое отделение «хорошо работает». Выступает против однополых браков и хотела бы отменить закон, который их разрешает в Норвегии.
Выступает за перенос норвежского посольства из Тель-Авива в Иерусалим.
Согласно жюри, в 2009 году назвавшему Сильви Листхёуг третьим по значимости талантливым лидером Норвегии, её взгляды являются смесью взглядов республиканцев Среднего Запада и норвежского политика конца XIX века Сёрена Ябека. Сама говорит, что она социальный консерватор и экономический либерал.

## Личная жизнь
Замужем за соратником по Партии прогресса Эспеном Эспенсетом (Espen Espeset; род. 1975). Трое детей: дочь и два сына.